# Епархия Эссена
 Епархия Эссена  (лат. Dioecesis Essendiensis) — епархия Римско-Католической церкви с центром в городе Эссен, Германия. Епархия Эссена входит в митрополию Кёльна. Кафедральным собором епархии Эссена является церковь святых Космы и Дамиана.

## История

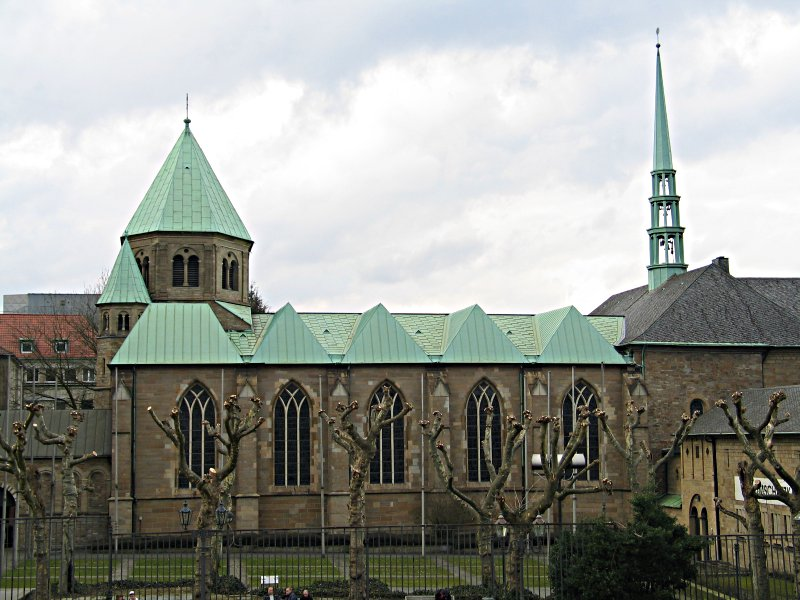
Собор святых Космы и Дамиана, Эссен, Германия

23 февраля 1957 года Римский папа Пий XII издал буллу Germanicae gentis, которой учредил епархию Эссена, выделив её из архиепархии Кёльна и епархии Мюнстера.

## Ординарии епархии
- кардинал Франц Хенгсбах (18 ноября 1957 — 21 февраля 1991);
- епископ Хуберт Луте (18 декабря 1991 — 22 мая 2002);
- епископ Феликс Генн (4 апреля 2003 — 19 декабря 2008) — назначен епископом Мюнстера;
- епископ Франц-Йозеф Овербек (28 октября 2009 — по настоящее время).

## Источник
- Annuario Pontificio, Ватикан, 2007
- булла Germanicae gentis, AAS 49 (1957), стр. 993  (лат.)